# Hercostomus triseta
Hercostomus triseta är en tvåvingeart som beskrevs av Yang och Saigusa 2001. Hercostomus triseta ingår i släktet Hercostomus och familjen styltflugor.
Artens utbredningsområde är Yunnan (Kina). Inga underarter finns listade i Catalogue of Life.